# نيبل فيرفير
نيبيل فيرفر (باللغة الألمانية Nebelwerfer). ومعناه (قاذف الدخان) وذلك للتمويه عند دوره الحقيقي الذي كان إطلاق ستة صواريخ خلال ست ثوان من خلال ستة فوهات مدفعية. كان مدفعا للقنابل الألمانية التي طورت بعد الحرب العالمية الأولى، ثم طور لاحقا إلى مدفع قاذف لصواريخ متعددة وكان من أهم الأسلحة الميدانية خلال الحرب العالمية الثانية. ولطبيعة عمله اعتبره الألمان تابعا لسلاح المدفعية ويعتبر مدفع صواريخ. ويستخدم في الميدان ضد الدروع الخفيفة. وقد استخدمه الألمان في معركة صقلية عام 1943 ضد الحلفاء. أطلق الحلفاء عليه لقب (صرخة ميمي) لصوته العالي والحاد. يعتير هذا السلاح النموذج الأب لراجمات الصواريخ الحديثة.

## مواقع خارجية
- U.S. WWII Intelligence Report on Nebelwerfer